# Cory Allen
Cory Allen (nacido en Cardiff el 11 de febrero de 1993) es un jugador de rugby británico que juega con la selección de Gales en la posición de centro, juega rugby para el equipo regional de Cardiff Blues.

## Internacional
Fue seleccionado para la selección galesa de rugby 7 para 2012-13
En enero de 2013 fue seleccionado para Gales sub.20 para el Torneo de las Seis Naciones sub.20 de 2013. Hizo su debut con la selección de rugby de Gales contra Argentina el 16 de noviembre de 2013.
Allen marcó una tripleta en el primer partido de Gales en la Copa Mundial de Rugby de 2015, una victoria 54-9 contra Uruguay en el Millennium Stadium el 20 de septiembre; fue elegido por los aficionados (a través de Twitter) como "Hombre del partido" (Man of the Match). Sin embargo, en este partido sufrió una lesión en el bíceps femoral de su pierna derecha y quedaría fuera de juego durante doce semanas, siendo reemplazado por Tyler Morgan, centro de Newport Gwent.